# Tre principper for folket
Tre principper for folket er en politisk filosofi udviklet af Sun Yat-sen som en del af en filosofi for at gøre Kina til en fri, velstående og magtfuld nation. De tre principper for folket oversættes ofte til nationalisme.